# Constitució de Guinea Equatorial de 1968
La Constitució de Guinea Equatorial de 1968, va ser promulgada de cara a la independència de la República de Guinea Equatorial el 12 d'octubre de 1968. La seva importància històrica és gran, en tractar-se de la primera Constitució promulgada a Guinea Equatorial, a més de tractar-se d'un text que consagra la democràcia liberal, la sobirania popular, la llibertat de religió i el dret d'autodeterminació, quan a Espanya àdhuc estava vigent el règim de Francisco Franco.
D'acord amb el text, Guinea Equatorial es configurava com una República sobirana, indivisible, democràtica i social, amb un sistema presidencialista, on el president era escollit per sufragi universal directe i secret per un mandat de cinc anys. Així mateix, la Constitució assegurava els drets i llibertats fonamentals de l'individu, fonamentava l'estructura política en el vot de tots els ciutadans i determinava la separació de funcions entre els òrgans legislatiu, executiu i judicial.

## Història
En desembre de 1966 el Consell de Ministres espanyol va acordar preparar la Conferència Constitucional. El 30 d'octubre de 1967 es va inaugurar aquesta Conferència. Acabada la segona fase de la Conferència Constitucional (del 17 d'abril al 22 de juny de 1968), la Constitució va ser publicada en el Butlletí Oficial de la Guinea Equatorial del 24 de juliol de 1968, sent ratificada en referèndum popular realitzat l'11 d'agost sota la supervisió d'un equip d'observadors de les Nacions Unides. Un 64,32% de l'electorat va votar a favor de la Constitució, que preveia un govern amb una Assemblea General i un Tribunal Suprem amb jutges nomenats pel president.
Oficialment va estar en vigència quatre anys, des de la seva promulgació fins a juliol de 1973, quan va ser aprovada una nova Constitució. No obstant això, amb prou feines va entrar en vigor de facto, ja que en el seu període d'aplicació el país acabava d'aconseguir la independència sota el comandament de Francisco Macías Nguema. Al març de 1969, enmig d'una greu crisi amb Espanya, va anunciar l'existència d'un intent de cop d'Estat, aprofitant per posar fora de joc a l'oposició política (Bonifacio Ondó Edu, Atanasio Ndongo, Federico Ngomo, etc). Ja al maig de 1971 va derogar part de l'articulat de la mateixa per afermar el seu poder personal i establir una dictadura de partit únic, mitjançant el Decret N. 115, (7 de maig de 1971). En ell, Macías feia responsable de dos intents de cop d'estat a "els neocolonialistes i imperialistes espanyols, posant de pantalla a les seves lacais traïdors africans" i justificava la derogació de part del text afirmant que la Constitució vigent, malgrat haver-ne participat en la seva elaboració, havia estat "prefabricada per Espanya" En aquesta mateixa línia, al juliol de 1972 va promulgar una Llei Constitucional per la qual es declarava president vitalici del país.